# Johannes Lingelbach
Johannes Lingelbach, talvolta anche Jan (Francoforte sul Meno, 10 ottobre 1622 – Amsterdam, novembre 1674), è stato un pittore e incisore olandese di origine tedesca del secolo d'oro, attivo in Italia, Francia e Paesi Bassi.

## Biografia

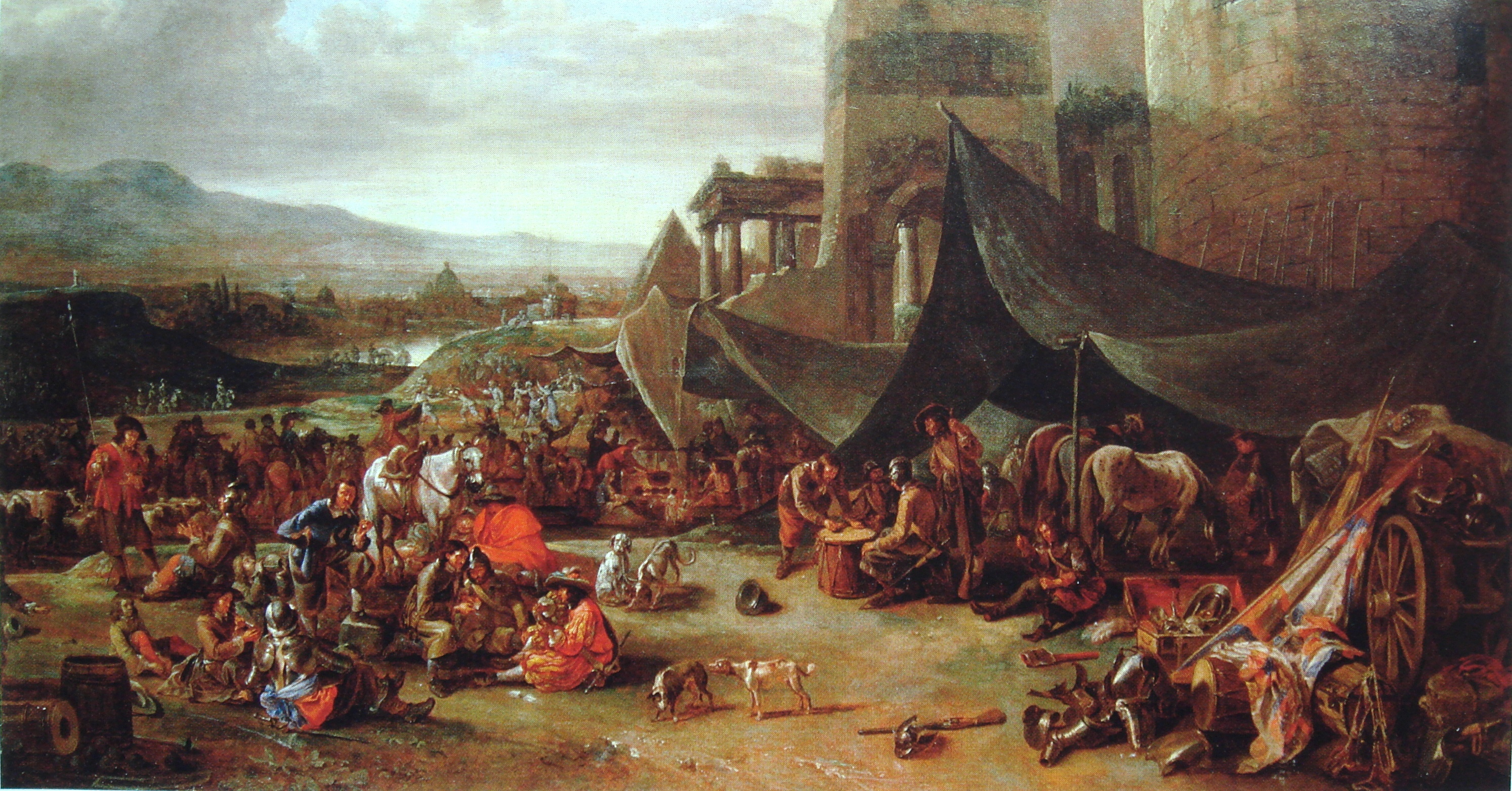
Sacco di Roma del 1527.

Nacque in Germania, ma nel 1634 la sua famiglia si trasferì nei Paesi Bassi ad Amsterdam, dove presumibilmente Johannes eseguì il suo apprendistato come pittore presso Karel Dujardin.
Nel 1642 si recò in Francia e successivamente a Roma, dove è documentata la sua presenza negli anni dal 1646 al 1649, anche se probabilmente si trovava già in questa città dal 1644. L'artista lasciò Roma nel 1650 e nel 1653 fece ritorno ad Amsterdam, dove rimase fino alla morte.
Lingelbach fu forse l'unico pittore appartenente al gruppo dei Dutch Italianates ad avere un catalogo contenente opere datate e firmate, che documenta la sua evoluzione artistica, anche se purtroppo non si conoscono con certezza opere del periodo precedente al 1650. Infatti le prime opere firmate, menzionate nel catalogo, sono Il fabbro e Autoritratto con violino eseguite nel 1650.
Per quanto riguarda il periodo precedente, esistono alcuni dipinti raffiguranti mestieri romani, talvolta attribuiti al Maestro dei mestieri, talaltra al periodo giovanile di Lingelbach oppure a Pieter van Laer, di cui Lingelbach era un seguace della seconda generazione. Alcune di queste opere (Il venditore di acquavite, Il venditore di torte, Il tabaccaio) hanno alcuni punti in comune con Il fabbro del 1650 e Il dentista a cavallo del 1651 (firmato), tuttavia, mentre ne Il fabbro le linee sono tracciate in modo incisivo e quasi caricaturale, nella serie de I mestieri romani, l'autore dà corpo ai volumi con un uso di colori caldi e intensi.
Lingelbach dipingeva paesaggi italiani e scene popolari inserite in paesaggi immaginari, simili a quelli della campagna romana (le cosiddette Bambocciate), basandosi sugli schizzi presi dal vero. Dopo il suo ritorno ad Amsterdam, iniziò a dipingere composizioni più grandi ed audaci, creando lo spazio per mezzo della luce e della prospettiva degli elementi architettonici inseriti, denotando una conoscenza approfondita delle opere di Viviano Codazzi. Oltre ai paesaggi, tra cui porti di mare, dipinse anche scene di battaglie.
Collaborò, inoltre, con altri artisti come Meindert Hobbema, Jacob van Ruisdael, Jan Hackaert, Philips Koninck, Jan Wijnants, Adriaen Verboom, Daniël de Blieck ed altri, inserendo le figure nei loro paesaggi.
Subì l'influenza di Philips Wouwerman e di Jan Wijnants.

## Opere

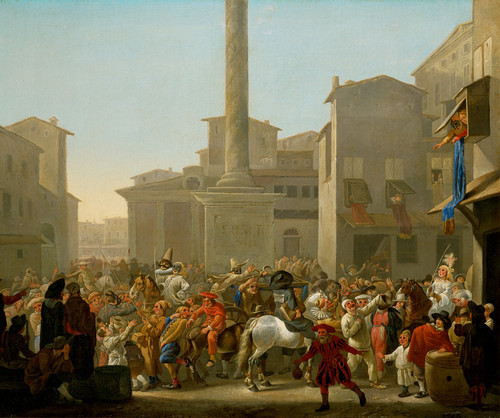
Carnevale a Roma (1650-1651 circa).

- Giocatori di carte in una via romana, 1645-1650, National Gallery, Londra[7]
- Battaglia di Ponte Milvio, olio su tela, 140 x 218 cm, 1650 c.[8]
- Carnevale a Roma, olio su tela, 42,5x51,5 cm, 1650-1651 c., Kunsthistorisches Museum, Vienna[9]
- Vista di un mercato romano, olio su tela, 110 x 188,5 cm, 1653, Musées Royaux des Beaux-Arts de Belgique, Bruxelles[3]
- Battaglia di Livorno del 14 marzo 1653, olio su tela su pannello, 114 × 216 cm, 1653-1660 c., Rijksmuseum, Amsterdam[10]
- Veduta di Campo vaccino con un mercato - Roma, olio su tela, 115 x 89,5 cm, 1656, firmato[11]
- Pic-nic in un paesaggio boschivo, olio su tela, 92 × 78,5 cm, c. 1660, paesaggio di Jan Hackaert, figure di Johannes Lingelbach
- Cavallerizza, olio su tela, 50 x 46 cm, 1664, firmato J. Lingelbach, Palazzo Barberini, Roma[12]
- Porto di mare in oriente, olio su tela, firmato J. Lingelbach, 1670[4]
- Città fiamminga assediata da soldati spagnoli, olio su tela, 89 x 114 cm, 1674 c., Museo dell'Hermitage, San Pietroburgo[3]
- Veduta del porto di Livorno. olio su tela, 192 x 144 cm, firmato[13]
- Contadini danzanti davanti ad una taverna in un paesaggio collinoso meridionale, olio su tela, 109 x 90 cm, firmato[14]
- Bagnanti gitani, olio su tela, Öffentliche Kunstsammlung, Basilea[3]
- Battaglia navale, olio su tela, 31 x 40 cm, collezione privata[3]
- Sacco di Roma del 1527[15]
- La raccolta del fieno, olio su tavola, firmato J. Lingelbach[4], 1661[6]
- Marcia dello Stadtholder Willem II contro Amsterdam (1º agosto 1650), olio su tela, firmato J. Lingelbach[4]
- Partenza del re Carlo II d'Inghilterra da Scheveningen (2 giugno 1660), olio su tela, firmato J. Lingelbach[4]
- Giocatori di morra, olio su tela, 49,5 x 38,5 cm, Palazzo Barberini, Roma[12]
- Acquavitaro, olio su tela, 48 x 40 cm, Galleria di Palazzo Corsini, Roma, attribuito a Johannes Lingelbach o al Maestro dei Mestieri[12]
- Accampamento militare, olio su tavola, 34 x 46,5 cm, Palazzo Barberini, Roma[12]
- Venditore di ciambelle, olio su tela, 33 x 42 cm, Galleria di Palazzo Corsini, Roma[12]
- Tabaccaio, olio su tela, 49 x 39,5 cm, Palazzo Barberini, Roma, attribuito a Johannes Lingelbach o al Maestro dei Mestieri[12]
- Battaglia di Costantino contro Massenzio, olio su tela, 136 x 214 cm, Palazzo Barberini, Roma[12]
- Contadini seduti davanti ad una locanda, olio su tela, 49,6 x 38,7 cm[7]